# Kotew
Kotew (spotyka się też określenia ankier, ankra, kotwa, kołek, dybel lub łącznik) – element konstrukcji stosowany do mocowania (kotwienia) monolitycznego podłoża, rzadziej do mocowania podłoża z otworami takiego jak cegły kratówki lub pustaki stropowe, stopy słupa z fundamentem, wsporników lub belek do słupów lub ścian, płyt okładzinowych itp.
Zazwyczaj jest to poziomy pręt ściągający elementy konstrukcji, np. przeciwległe mury, słupy czy filary, chroniąc je przed rozchyleniem lub obrotem. Stosowany również przy sklepieniach. Przechodził na wylot przez spinany element, końce chronione są przed wysunięciem przy pomocy tzw. przewłoczki, często widocznej po zewnętrznej stronie konstrukcji. Przewłoczki pełniły też funkcje dekoracyjne.
Kotwy często używano w gotyckiej architekturze Włoch, w krużgankach renesansowych pałaców oraz na Śląsku, gdzie kotwienie budynków rozpoczęło się na początku XX wieku, w celu zabezpieczenia starszych budynków przed uszkodzeniem w wyniku drążenia tuneli przy wydobywaniu węgla. Kotwy stosuje się także w celu wzmocnienia tuneli kopalnianych.

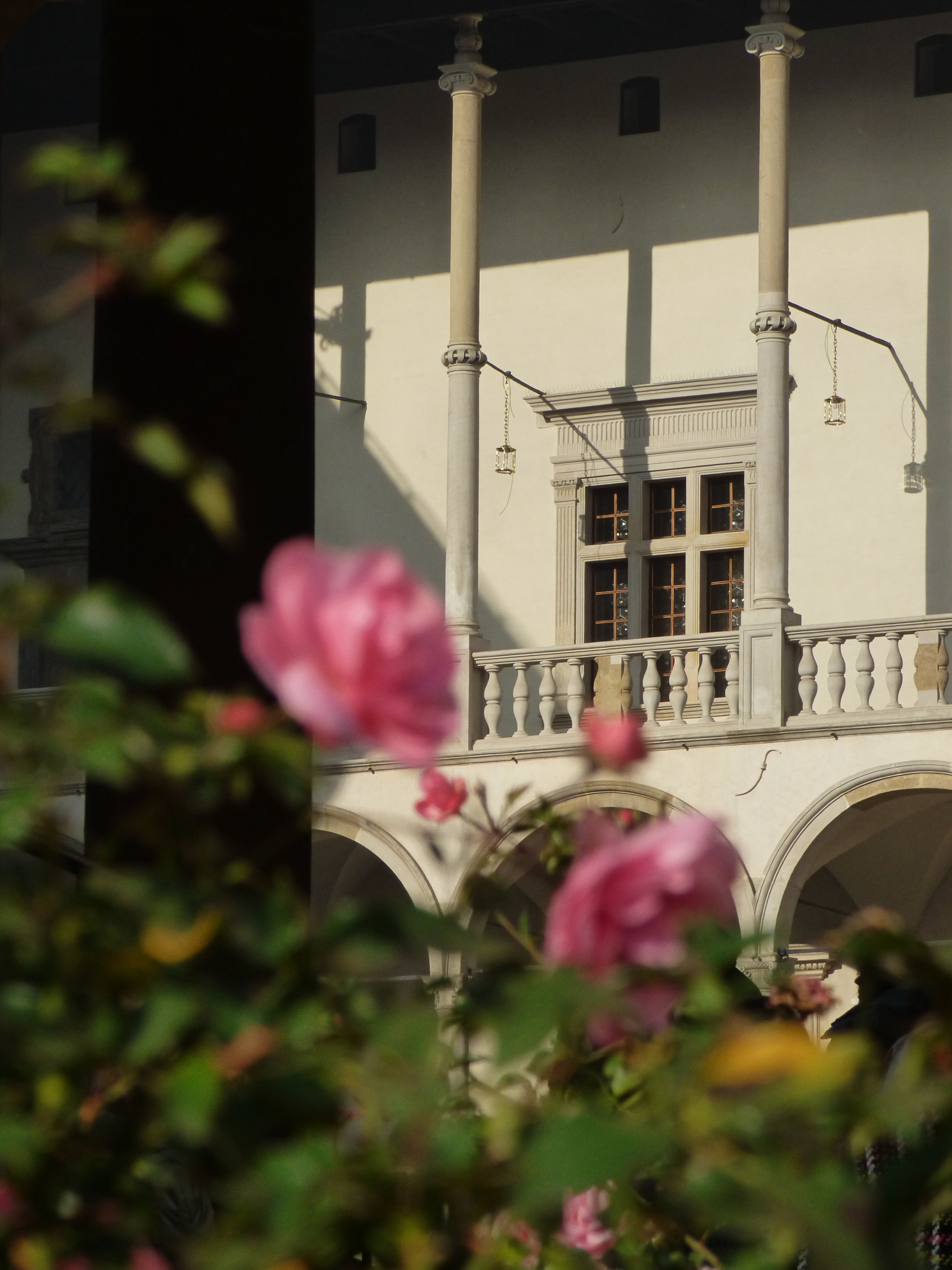
Kotwy przy kolumnach w krużgankach na Wawelu w Krakowie
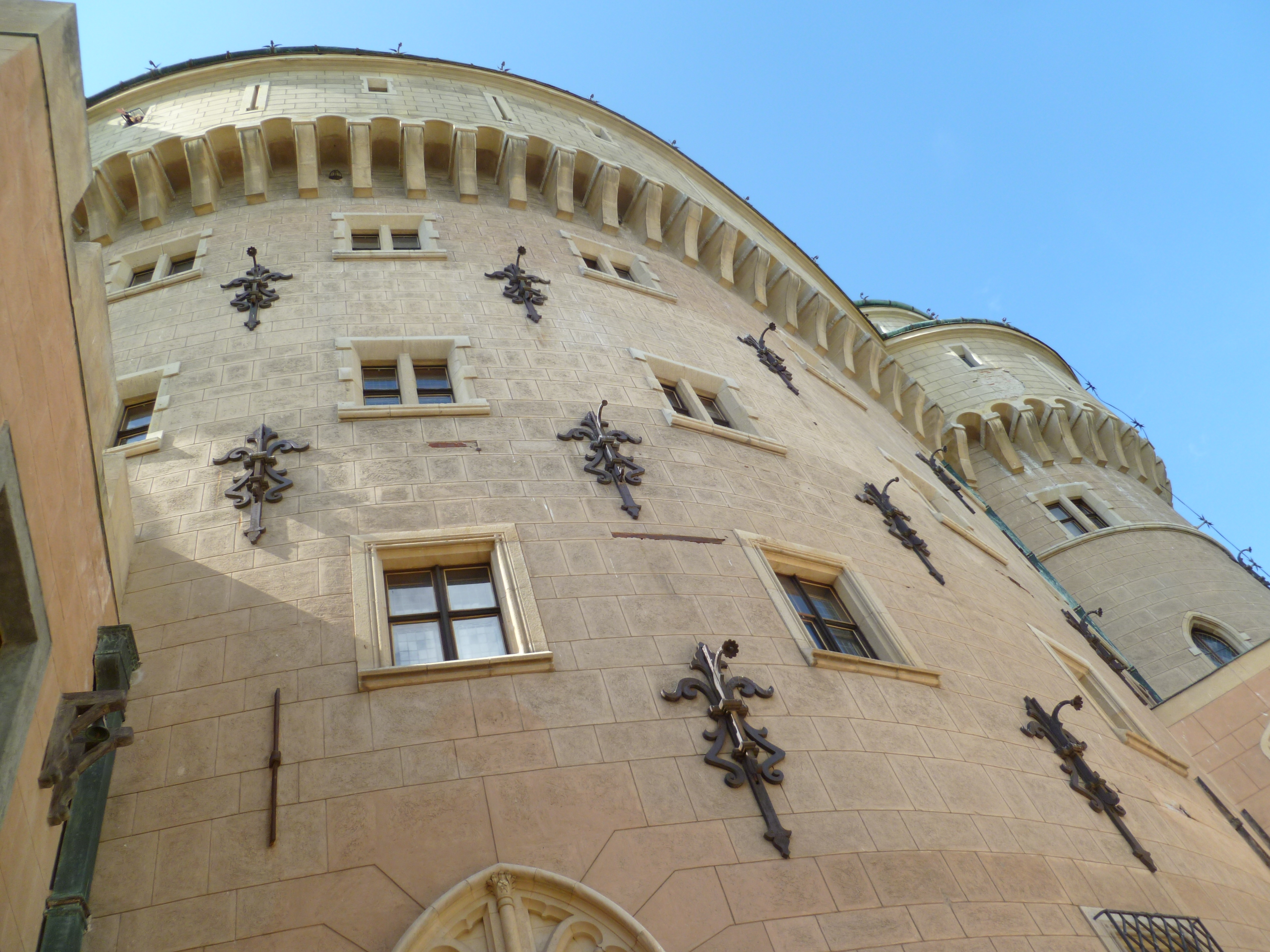
Ankry na zamku w Bojnicach (2012)
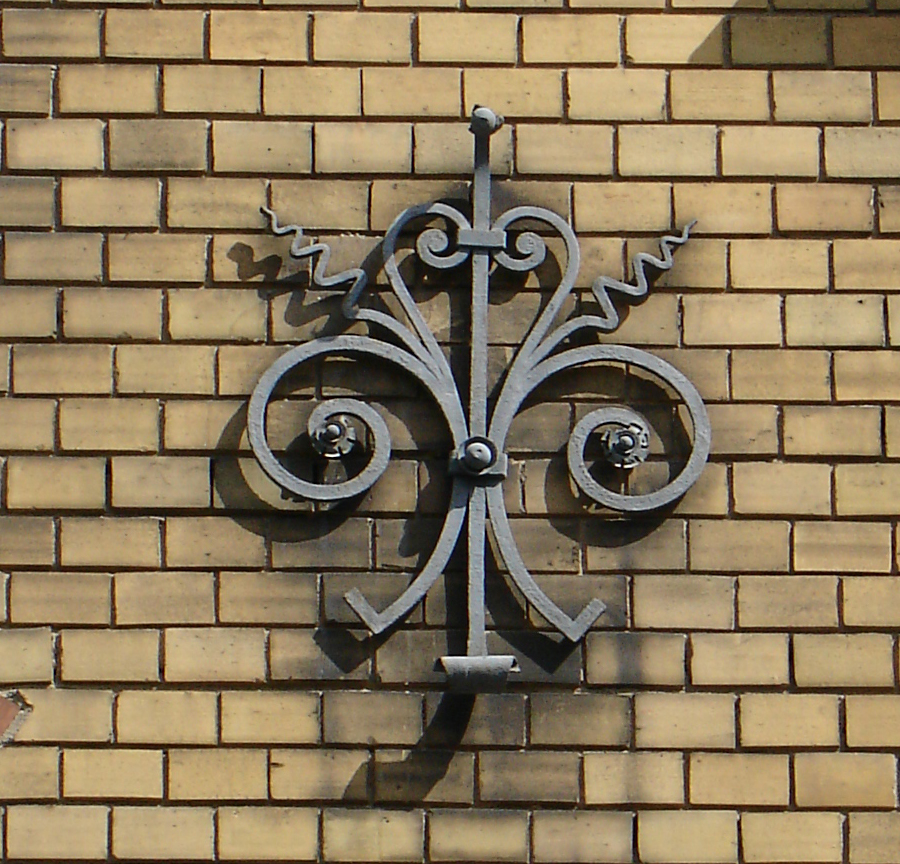
Kotew ozdobna
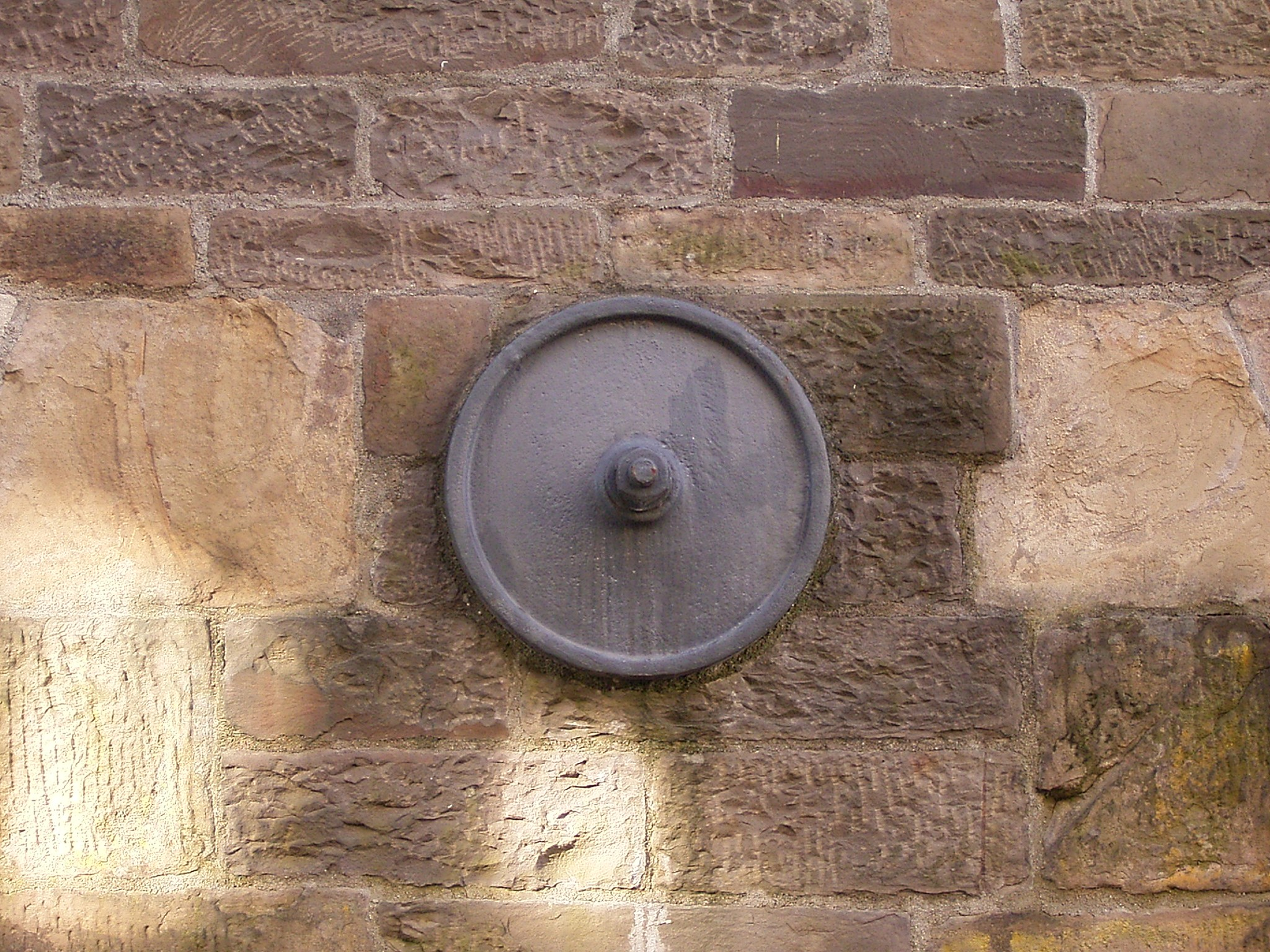
Kotew talerzowa
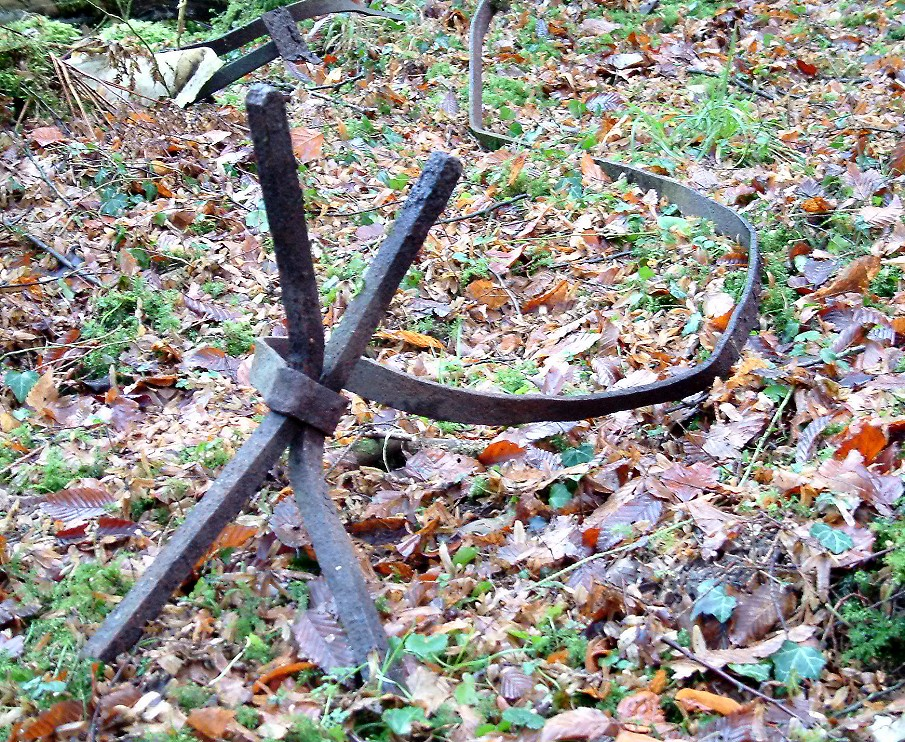
Zdemontowana kotew
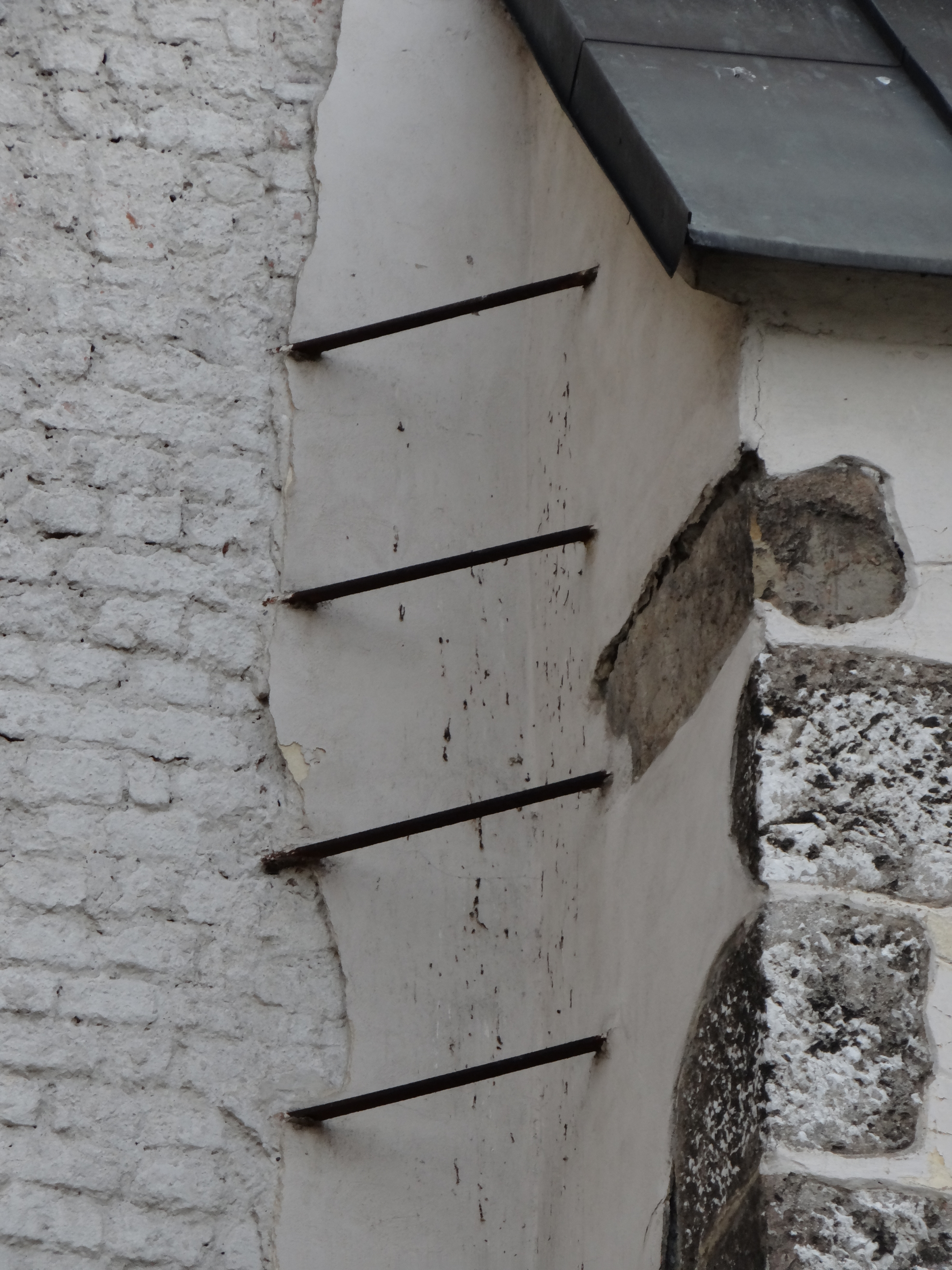
Kotew ściągająca